# Unité urbaine de Saint-Marcellin
L'unité urbaine de Saint-Marcellin est une agglomération française centrée sur les communes de Saint-Marcellin et Vinay, dans le département de l'Isère et la région Auvergne-Rhône-Alpes.

## Données générales
Dans le zonage réalisé par l'Insee en 1999, l'unité urbaine était composée de cinq communes.
Dans le zonage réalisé en 2010, l'unité urbaine était composée de huit communes, celles de L'Albenc, Beaulieu et Vinay ayant été ajoutées au périmètre.
Dans le nouveau zonage réalisé en 2020, elle est composée des huit mêmes communes.
En 2022, avec 20 965 habitants, elle représente la 7e unité urbaine du département de l'Isère et occupe le 38e rang dans la région Auvergne-Rhône-Alpes.
En 2021, sa densité de population s'élève à 215 hab/km2. Par sa superficie, elle représente 1,31 % du territoire départemental et, par sa population, elle regroupe 1,63 % de la population du département de l'Isère.

## Composition 2020 de l'unité urbaine
Elle est composée des huit communes suivantes :
| Nom             | Code Insee | Département | Statut       | Superficie (km2) | Population (dernière pop. légale) | Densité (hab./km2) | Modifier                                    |
| --------------- | ---------- | ----------- | ------------ | ---------------- | --------------------------------- | ------------------ | ------------------------------------------- |
| Saint-Marcellin | 38416      | Isère       | ville-centre | 7,81             | 7 705 (2022)                      | 987                | modifier les données · modifier les données |
| Vinay           | 38559      | Isère       | ville-centre | 16,01            | 4 449 (2022)                      | 278                | modifier les données · modifier les données |
| L'Albenc        | 38004      | Isère       | banlieue     | 9,86             | 1 275 (2022)                      | 129                | modifier les données · modifier les données |
| Beaulieu        | 38033      | Isère       | banlieue     | 8,79             | 630 (2022)                        | 72                 | modifier les données · modifier les données |
| Chatte          | 38095      | Isère       | banlieue     | 22,81            | 2 476 (2022)                      | 109                | modifier les données · modifier les données |
| Saint-Sauveur   | 38454      | Isère       | banlieue     | 9,42             | 2 108 (2022)                      | 224                | modifier les données · modifier les données |
| Saint-Vérand    | 38463      | Isère       | banlieue     | 17,83            | 1 723 (2022)                      | 97                 | modifier les données · modifier les données |
| Têche           | 38500      | Isère       | banlieue     | 5,03             | 599 (2022)                        | 119                | modifier les données · modifier les données |

## Évolution démographique
| 1968   | 1975   | 1982   | 1990   | 1999   | 2010   | 2015   | 2021   |
| ------ | ------ | ------ | ------ | ------ | ------ | ------ | ------ |
| 14 309 | 15 703 | 16 447 | 17 111 | 18 037 | 20 565 | 21 027 | 20 982 |

#### Données générales
- Unité urbaine
- Aire d'attraction d'une ville
- Liste des unités urbaines de France

#### Données démographiques en rapport avec l'unité urbaine de Saint-Marcellin
- Aire d'attraction de Saint-Marcellin
- Arrondissement de Grenoble

#### Données démographiques en rapport avec l'Isère
- Démographie de l'Isère